# ناحیه رودیارد، میشیگان
ناحیه رودیارد (به انگلیسی: Rudyard Township) یک منطقهٔ مسکونی در ایالات متحده آمریکا است که در شهرستان چیپوا، میشیگان واقع شده‌است.
 ناحیه رودیارد ۲۳۳٫۲ کیلومتر مربع مساحت و ۱٬۳۷۰ نفر جمعیت دارد و ۲۰۶ متر بالاتر از سطح دریا واقع شده‌است.